# 2012年ロンドンオリンピックのポーランド選手団
2012年ロンドンオリンピックのポーランド選手団（2012ねんロンドンオリンピックのポーランドせんしゅだん）は、2012年7月27日から8月12日にかけてイギリスの首都ロンドンで開催された2012年ロンドンオリンピックのポーランド選手団、およびその競技結果。

## 概要
今大会は金メダル3個、銀メダル1個、銅メダル7個の合計11個のメダルを獲得した。

## メダル
| メダル | 選手名                                    | 競技                 | 種目                             |
| ------ | ----------------------------------------- | -------------------- | -------------------------------- |
| 金     | トマシュ・マエフスキ                      | 陸上                 | 男子砲丸投                       |
| 金     | アニタ・ヴォダルチク                      | 陸上                 | 女子ハンマー投                   |
| 金     | アドリアン・ジェリンスキ                  | ウエイトリフティング | 男子85kg級                       |
| 銀     | シルビア・ボガツカ                        | 射撃                 | 女子10mエアライフル              |
| 銅     | マグダレナ・フラルチク ユリア・ミカルスカ | ボート               | 女子ダブルスカル                 |
| 銅     | ダミアン・ジャニコースキー                | レスリング           | 男子グレコローマンスタイル84kg級 |
| 銅     | プイメンスラフ・ミアルチンスキ            | セーリング           | 男子RS-X級                       |
| 銅     | ツォフィア・クレパカ                      | セーリング           | 女子RS-X級                       |
| 銅     | トマシュ・ジエリンスキ                    | ウエイトリフティング | 男子94kg級                       |
| 銅     | バルトロミエ・ボンク                      | ウエイトリフティング | 男子105kg級                      |
| 銅     | カロリナ・ナヤ ベアタ・ミコライチュク     | カヌー               | 女子スプリントK-2 500m           |